# Lipna (województwo łódzkie)
Lipna – wieś w Polsce położona w województwie łódzkim, w powiecie rawskim, w gminie Sadkowice.
Wieś szlachecka położona była w drugiej połowie XVI wieku w powiecie bielskim ziemi rawskiej województwa rawskiego. W latach 1975–1998 miejscowość administracyjnie należała do województwa skierniewickiego. Według stanu na 27 czerwca 2016 roku wieś zamieszkiwało 50 osób.